# تفاوت الثروة في الولايات المتحدة

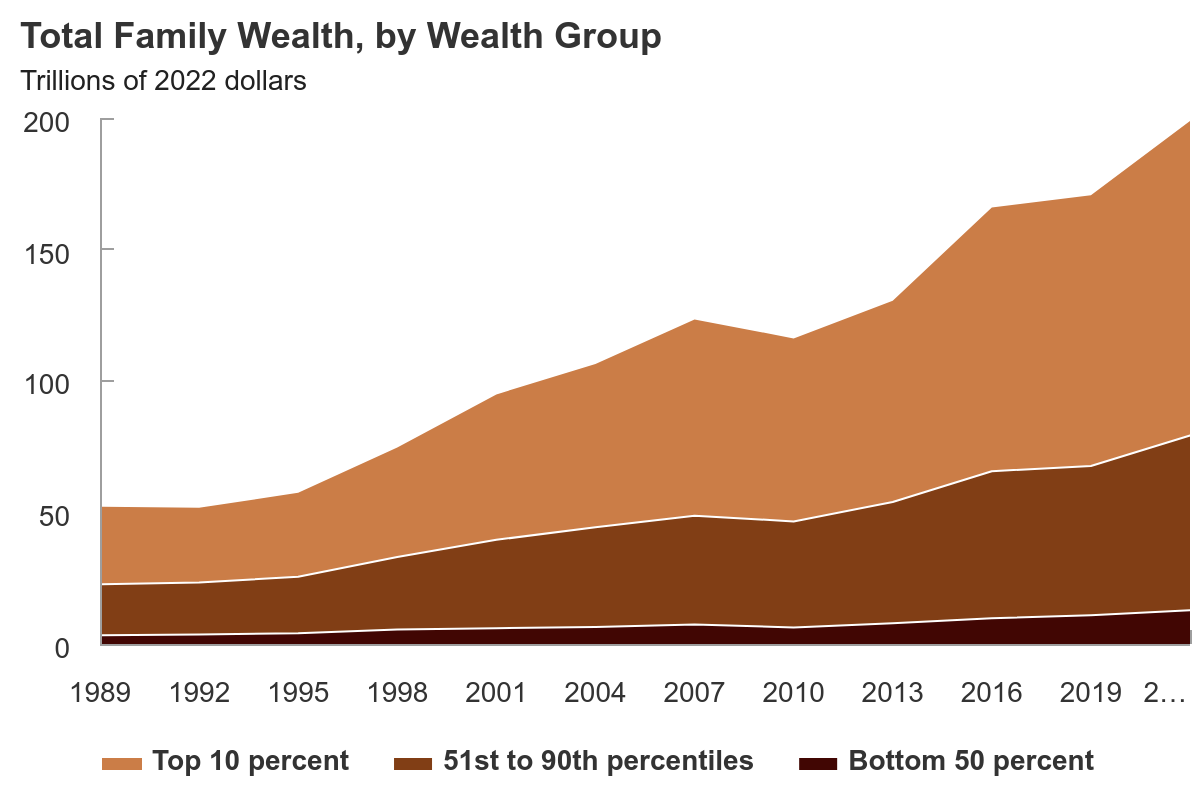

يشير تفاوت الثروة في الولايات المتحدة، والذي يعرف أيضًا بفجوة الثروة، إلى توزيع الممتلكات غير المتكافئ بين سكان الولايات المتحدة، تشمل الثروة قيمة المنازل والسيارات والممتلكات الشخصية الثمينة والأعمال التجارية والمدخرات والاستثمارات. ولكن وفقا للاحتياطي الإتحادي فإن «معاشات التقاعد والضمان الاجتماعي هما أهم مصدرين للدخل خلال فترة التقاعد بالنسبة لمعظم الأسر وتشكل الفائدة المرجوة جزءا لا بأس به من ثروة الأسر» و «وجود معاشات التقاعد والضمان الاجتماعي ضمن الدخل الصافي يجعل التوزيع ممكنا».
قبل خطاب السيد الرئيس أوباما عام 2014, ذكرت وسائل الإعلام أن طبقة الأثرياء (العليا) والتي تشكل 1% من السكان تملك 40% من ثروة الأمة؛ أما الطبقة الفقيرة والتي تشكل 80% تملك 7%. ولكن في وقت لاحق، ذكرت وسائل الإعلام أن أغنى 1% من السكان في الولايات المتحدة تملك الآن دخلا إضافيا أكثر من 90% المتبقيين، تشكل الفجوة بين الطبقة الغنية والتي تشكل 10% من السكان والطبقة المتوسطة أكثر من 1000% مما أدى إلى ازدياد الطبقة الغنية بنسبة 1000%, يجب على الموظف أن يعمل بمعدل أكثر من شهر ليكسب ما يكسبه المدير التنفيذي في ساعة واحدة، قال روبرت ريتش في برنامجه الوثائقي عدم المساواة بين الجميع عام 2013 أن تفاوت الدخل هو القضية التعريفية للولايات المتحدة. وذكر ريتش أن 95% من الأرباح الاقتصادية أضيفت إلى أعلى 1% من الدخل الصافي منذ 2009 عندما بدأ الازدهار المزعوم.
أظهرت دراسة عام 2011 أن مواطني الولايات المتحدة عبر الأطياف السياسية يستخفون بشكل كبير بالتفاوت المادي الحالي ويأملون توزيعا عادلا للثروة.
لا تطلق كلمة ثروة عادة على المصروفات اليومية أو تأخذ الميزانية الأسرية بعين الاعتبار ولكنها تشمل إضافة إلى الدخل كل فرص العائلة لتؤمن الوضع والمستوى المعيشي المرغوب به أو اجتياز طبقاتهم الاجتماعية ليواكبوا أطفالهم. إضافة إلى ذلك، فإن الثروة تزود الفرد بالأمان المادي على المدى الطويل والقصير وتمنحه الهيبة الاجتماعية وتعطيه قوة سياسية وأيضا يمكن استثمارها للحصول على ثروة أكبر، لذا تعد الثروة عامل نفسي يمنح الناس الشعور بالثقة والقدرة على التصرف، يمنح تجميع الثروة للفرد خيارات أكثر ويزيل كل ما يقيد حياته، يؤكد دنس جلبرت أن مستوى المعيشة بالنسبة للطبقة المتوسطة والعاملة تعتمد على الدخل والأجور بينما تعتمد طبقة الأثرياء على الثروة التي تميزهم عن أغلبية المجتمع الأمريكي، أظهرت دراسة أجريت في مدرسة هارفرد للأعمال والتجارة في سبتمبر عام 2014م أن الفرق المتزايد بين الطبقة الغنية جدا والطبقتين المتوسطة والفقيرة لن يدوم طويلًا.
ناقش الاقتصادي الفرنسي توماس بكيتي في كتابه رأس المال في القرن الواحد والعشرين أن المستويات العالية جدا من التفاوت المادي متنافية مع القيم الفردية ومبادئ العدالة الاجتماعية الأساسية للمجتمعات الديموقراطية المتقدمة.

## إحصائيات
توزيع الدخل الصافي في الولايات المتحدة عام 2007, الثروة الصافية لكثير من الناس في الطبقة الفقيرة الدنيا والتي تشكل 20% في نقصان مستمر بسبب الديون، أصبحت فجوة الثروة أكثر عمقا في عام 2014.
عام 2007, امتلكت الطبقة الغنية العليا والتي تشكل 20% من السكان 80% من الممتلكات المادية، بينما امتلك أغنى 1% من السكان الأمريكيين 34.6% من إجمالي ثروة الدولة أما الطبقة التي تليها والتي تشكل 19% من السكان امتلكت 50.5% عام 2007, لذا، فإن 20% من الأمريكيين يمتلكون 85% من ثروة الدولة و 80% منهم يمتلكون 15%.
عام 2011م، كان عدم التكافؤ المادي أعلى نسبة من التكافؤ في الثروة ككل فكانت الطبقة الغنية من السكان والتي تشكل 1% تمتلك 42.7% والطبقة المتوسطة من الأمريكيين والتي تشكل 19% تمتلك 50.3% أما الطبقة الفقيرة والتي تشكل 80% من السكان تمتلك 7%. بينما بعد حالة الركود الكبيرة التي بدأت عام 2007 ارتفع نصيب ما تملكه الطبقة الغنية 1والتي تشكل 1% من السكان من 34.6% إلى 37.1% من إجمالي الثروة وبالتالي ارتفع نصيب الطبقة التي تليها وهي 20% من الأمريكيين من 85% إلى 87.7%.
سبب الركود الكبير أيضا انخفاضا بنسبة 36.1% في ثروة العائلة المتوسطة بينما انخفضت ثروة الطبقة الغنية والتي تشكل 1% بنسبة 11.1% فقط كما اتسعت الفجوة بين الطبقة الغنية وهي 1% من السكان والطبقة الفقيرة والتي تشكل 99%.
في عام 2011م كان أغنى 400 أمريكي يمتلكون ثروة أكبر من مجموع ثروة نصف السكان الأمريكيين وفقا لبولتيفاكت وآخرين.
الثروة الموروثة قد توضح لماذا كانت الأفضلية للأمريكيين الذين أصبحوا أغنياء، في سبتمبر عام 2012م وفقا لدراسات معهد السياسة، نشأ أكثر من 60% من أغنياء فوربس 400 الأمريكيين في امتياز كبير.
كان تفاوت الثروة في أمريكا عام 2013م أكبر من معظم الدول المتقدمة ماعدا سويسرا والدنمارك، في الولايات المتحدة الأمريكية يعد استخدام المقتنيات البحرية قليلا مقارنة بأوروبا حيث تصرف الكثير من الثروة وبنسب عالية على المقتنيات البحرية، بينما تكمن المشكلة الإحصائية في الاتساع الأوروبي حيث أصبحت الإحصائيات غير موثوقة في جنوب أفريقيا. يمتلك أقل من ألف شخص في إيطاليا ثروة معلن عنها تقدر بأكثر من مليون يورو.
وصف رئيس وزراء إيطاليا السابق المراوغة في الضرائب أنها هواية وطنية، وفقا لدراسة أجرتها شركة كردت سويس عام 2014 فإن نسبة الثروة لدخل العائلة هي الأعلى منذ فترة الكساد الكبير.
الثروة والدخل
يوجد فرق كبير بين الدخل والثروة. يشير الدخل إلى تدفق مالي مع مرور الوقت على شكل دفعات كل ساعة أو كل أسبوع أو كل سنة بينما الثروة هي مجموع الممتلكات التي يمتلكها الشخص، الدخل هو ما يناله الناس مقابل عمل أو تقاعد أو رفاهية اجتماعية بينما الثروة هي ما يمتلكه الناس، بالرغم من أنهما مرتبطان على ما يبدو لكن تفاوت الدخل وحده غير كافي لفهم التفاوت الاقتصادي لسببين:
أولا: لا يعكس الدخل بدقة المكانة الاقتصادية للفرد.
وثانيا: لا يصور الدخل مدى شدة التفاوت الاقتصادي في الولايات المتحدة الأمريكية.
يعرف مكتب التعداد السكاني في الولايات المتحدة الأمريكية الدخل على أنه قيمة ينالها الفرد اعتمادا على أساسيات نظامية (باستثناء بعض إيصالات المال مثل الأرباح الرأسمالية) لدفع الضرائب الشخصية والضمان الاجتماعي والرسوم النقابية والخصومات الطبية..الخ، وفقا لهذا المقياس الرسمي فإن العائلات الغنية تحصل على دخلا قليلا لكن قيمة ممتلكاتهم الثمينة تكسب ما يكفي من المال لحياة أفضل.
لا تدخل أرباح الائتمانات وأرباح أسواق الأسهم ضمن تعريف الدخل لكنها تعتبر التدفق المالي الأول بالنسبة للأغنياء. يحصل المتقاعدون على القليل من الدخل لكنهم عادة ما يملكون ثروة صافية عالية وهي ما ادخروا من الأموال طوال حياتهم، إضافة إلى ذلك فإن الدخل لا يغطي حدود تفاوت الثروة. تنشأ الثروة مع مرور الوقت نتيجة جمع أرباح الدخل وتزايد الممتلكات. لايمكن أن يشمل دخل عام واحد كل ما يجمعه الفرد طوال حياته.

## القرن التاسع عشر
تزايد عدم المساواة في القرن التاسع عشر؛ بين عامي 1774 و1860، ارتفع معامل جيني من 0.441 إلى 0.529. في عام 1860، جمع أعلى 1% ما يقرب من ثلث دخل الممتلكات، مقارنة بـ 13.7% في عام 1774. وكان هناك قدر كبير من المنافسة على الأراضي في المدن والمناطق غير الحدودية خلال هذه الفترة الزمنية، مع أولئك الذين حصلوا على الأراضي. أصبحت الأراضي المكتسبة بالفعل أكثر ثراءً من أي شخص آخر. كما كافأ القطاع المالي المزدهر حديثًا الأثرياء بالفعل بشكل كبير، حيث كانوا الوحيدين الأقوياء ماليًا بما يكفي للاستثمار.

## 1989 إلى 2020

### تأثير مكاسب سوق الأوراق المالية
ينشر الاحتياطي الفيدرالي معلومات عن توزيع أصول الأسر، والديون، والأسهم (صافي القيمة) على أساس ربع سنوي يعود إلى عام 1989. وتلخص الجداول أدناه بيانات صافي القيمة، بالقيمة الحقيقية (المعدلة للتضخم)، للفترة من 1989 إلى 2022. و2016 إلى 2022.
أوضح الصحفي ماثيو إيغليسياس في يونيو/حزيران 2019 كيف أدت ملكية الأسهم إلى عدم المساواة في الثروة، حيث أن نسبة 50٪ من السكان لديها الحد الأدنى من ملكية الأسهم: "... كان لدى النصف الأدنى من توزيع الدخل حصة كبيرة من ثروته مقيدة في العقارات بينما لا يمتلكون أي أسهم في أسهم الشركات، وعلى النقيض من ذلك، لم يكن أغنى 1% أغنياء فحسب، بل كانوا أغنياء على وجه التحديد من حيث امتلاك الشركات، سواء الأسهم في الشركات المتداولة علنًا ("أسهم الشركات") والأسهم من الأصول المملوكة بشكل وثيق ("الشركات الخاصة")... لذا ارتفعت قيمة تلك الأصول المحددة - الأصول التي لم تتح للأشخاص في النصف السفلي من التوزيع فرصة امتلاكها في المقام الأول.
ذكرت الإذاعة الوطنية العامة، المعروفة أيضًا باسم NPR، في عام 2017 أن أدنى 50٪ من الأسر الأمريكية (من حيث صافي الثروة) لديها القليل من التعرض لسوق الأوراق المالية (ليس بشكل مباشر أو غير مباشر من خلال خطط 401k)، وكتبت: "وهذا يعني ارتفاع سوق الأسهم يمكن أن يفيد بشكل مباشر فقط حوالي نصف جميع الأمريكيين - وأقل بكثير مما كان يمكن أن يكون عليه قبل عقد من الزمن عندما كان ما يقرب من ثلثي الأسر تمتلك أسهمًا.

## أسباب عدم المساواة في الثروة
في الأساس، يمتلك الأثرياء فرصًا مالية أكبر تسمح لأموالهم بكسب المزيد من المال. يتم إعادة استثمار الأرباح من سوق الأوراق المالية أو صناديق الاستثمار المشتركة لتحقيق عائد أكبر. وبمرور الوقت، يصبح المبلغ المستثمر أكبر بشكل تدريجي. أما أولئك الذين ليسوا أثرياء، فلا يملكون الموارد اللازمة لتعزيز فرصهم وتحسين وضعهم الاقتصادي. بدلاً من ذلك، "بعد سداد الديون، تصبح الأسر الفقيرة مقيدة بإنفاق الدخل المتبقي على العناصر التي لن تنتج الثروة وستنخفض قيمتها بمرور الوقت." يشير الباحث ديفيد ب. جروسكي إلى أن "62% من الأسر التي يرأسها والد وحيد هي بدون مدخرات أو أصول مالية أخرى." ويمنع صافي المديونية عموماً الفقراء من الحصول على أي فرصة لتراكم الثروة وبالتالي تحسين ظروفهم.
عدم المساواة الاقتصادية هو أيضا نتيجة للاختلاف في الدخل. العوامل التي تساهم في هذه الفجوة في الأجور هي أشياء مثل مستوى التعليم، والطلب والعرض في سوق العمل، والاختلافات بين الجنسين، والنمو في التكنولوجيا، والقدرات الشخصية. غالبًا ما تتوافق جودة ومستوى التعليم الذي يحصل عليه الشخص مع مستوى مهاراته، والذي يبرره دخله. يتم تحديد الأجور أيضًا من خلال "سعر السوق للمهارة" في ذلك الوقت الحالي. على الرغم من أن عدم المساواة بين الجنسين هي قضية اجتماعية منفصلة، إلا أنها تلعب دورا في عدم المساواة الاقتصادية. وفقًا لتقرير الإحصاء السكاني الأمريكي، يبلغ متوسط راتب المرأة بدوام كامل في أمريكا 77 بالمائة من راتب الرجل. مما يساهم أيضًا في عدم المساواة في الثروة في الولايات المتحدة، يتم استبدال العمال المهرة وغير المهرة بالآلات. ويرى معهد الركائز السبعة للتمويل العالمي والأخلاق أنه بسبب هذا "التقدم التكنولوجي"، اتسعت فجوة الدخل بين العمال وأصحاب الأعمال.